# Franz Spina

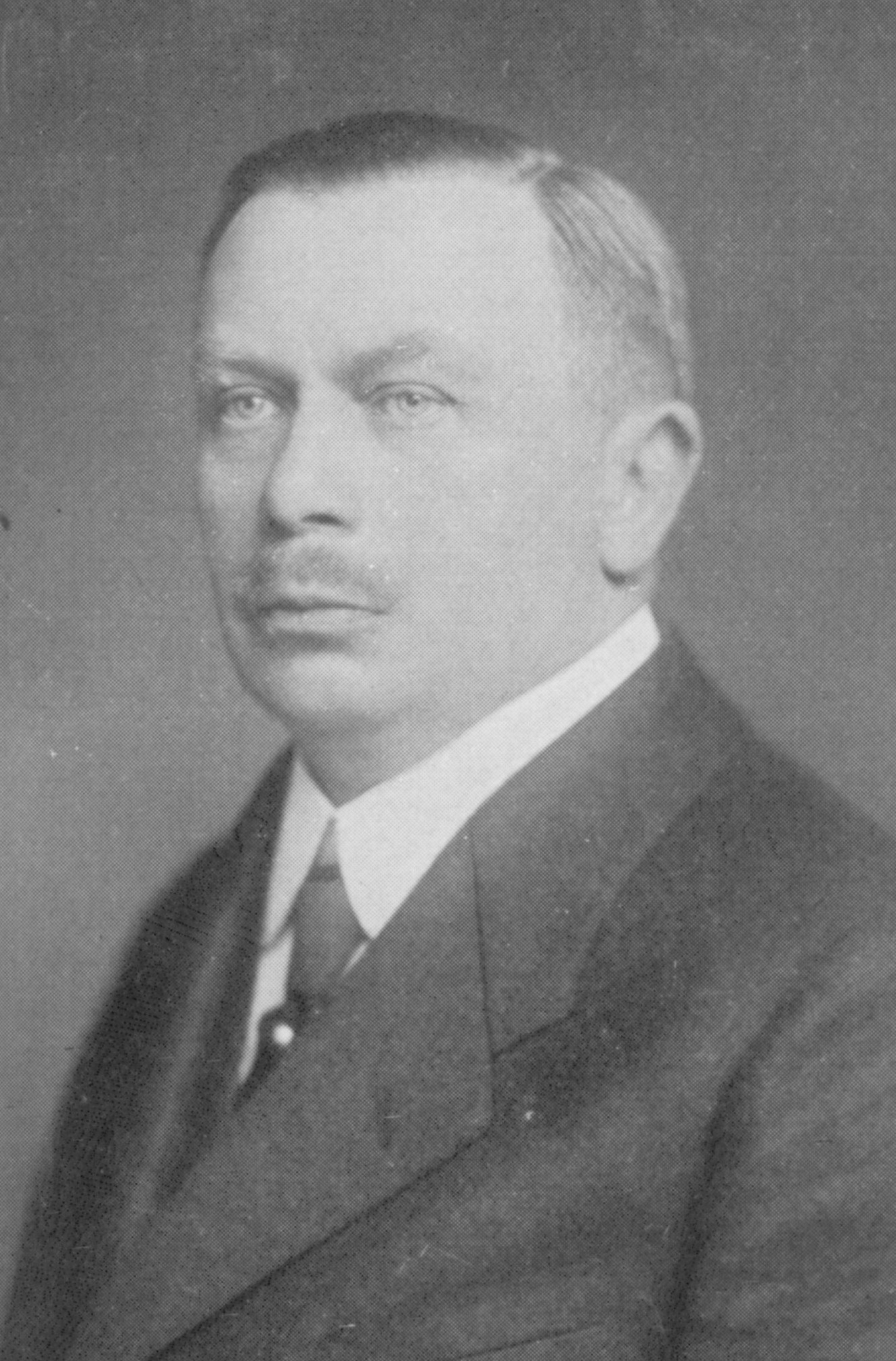
Franz Spina, um 1930

Franz Spina (* 5. Oktober 1868 in Markt Türnau im Schönhengstgau, Österreich-Ungarn; † 17. September 1938 in Prag) war ein deutscher Bohemist und Politiker. Er war – neben Robert Mayr-Harting, Ludwig Czech und Erwin Zajicek – einer der deutschen Minister in der Ersten Tschechoslowakischen Republik.

## Leben
Franz Spina wuchs in der zweisprachigen Gemeinde Markt Türnau auf. Er beherrschte daher schon als Kind neben seiner deutschen Muttersprache die tschechische Sprache. Er besuchte die utraquistische Volksschule in seinem Heimatort und wechselte 1879 über in das Piaristengymnasium in Mährisch Trübau, welches er 1887 mit der Matura abschloss. Er begann 1887 ein Studium der Germanistik, Altphilologie und Philosophie an der Universität Wien. 1888 immatrikulierte er sich an der Karl-Ferdinands-Universität mit dem Berufsziel Mittelschulprofessor. Zugleich wurde er 1889 Mitglied der Burschenschaft Constantia, welche in der Münchner Burschenschaft Sudetia aufgegangen ist. Er legte 1892 die Lehramtsprüfung in Deutsch, Latein und Griechisch ab. 1901 wurde er zum Dr. phil. promoviert.
Er hatte Anstellungen in Braunau (Ostböhmen) und Mährisch Neustadt, von 1901 bis 1905 war er Gymnasialprofessor in Mährisch Trübau. 1906 erfolgte die Berufung zum Lektor für die tschechische Sprache an der Deutschen Universität in Prag. Es folgte 1909 die Habilitation für die tschechische Sprache. Spina verfasste zahlreiche Publikationen über die Kulturgeschichte Böhmens. Von 1929 bis 1938 war er Redakteur der Slawischen Rundschau.
In der Ersten Tschechoslowakischen Republik
wurde er 1920 als Abgeordneter vom Bund der Landwirte (BdL) in das tschechoslowakische Parlament gewählt. 1926 wurde er zum Minister für öffentliche Arbeiten berufen. Seit 1929 war er Minister für Gesundheit und Sport. 1936 erfolgte eine erneute Berufung zum Minister ohne Geschäftsbereich.